# باب سیبا
باب سیبا، روستایی از توابع بخش ساردوئیه شهرستان جیرفت در استان کرمان ایران است.

## جمعیت
این روستا در دهستان ساردوئیه قرار دارد و براساس سرشماری مرکز آمار ایران در سال ۱۳۸۵، جمعیت آن زیر سه خانوار بوده‌است. اما در سال ۱۳۹۴ جمعیت خانوار به یازده خانوار و چهل و سه نفر رسیده‌است. فاقد
امکانات اب و برق و تلفن می‌باشد. در سرشماری مرکز امار ایران نفوس و مسکن در سال ۱۳۹۵ برابر با ۳۹ خانوار و ۱۴۴ نفر اعلام گردید؛ و در سال ۱۳۹۵ برق رسانی به روستا انجام شد.